# Reshma Shetty

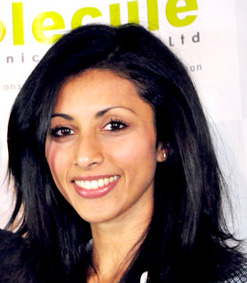
Reshma Shetty, 2013

Reshma Shetty (* 2. November 1977 in Manchester) ist eine US-amerikanisch-britische Filmschauspielerin indischer Abstammung.

## Ausbildung
Shetty wurde als Tochter indischer Immigranten geboren und wuchs in England und Richmond auf. Sie begann zuerst ein Medizinstudium an der James Madison University, doch Erfolge bei Gesangswettbewerben veranlassten sie ihr Hauptfach zu wechseln. Sie schloss ihr Studium mit dem B.A. in Opera Performance ab. Anschließend studierte sie an der University of Kentucky, wo sie den Master of Music in Performance erlangte. Danach wechselte sie an das College-Conservatory of Music Cincinnati, wo sie 2005 ihr Artist Diploma in Opera erlangte.

## Karriere
Shetty spielte 2006 die weibliche Hauptrolle bei der Tournee des Musicals Bombay Dreams. Sie spielte auch in dem Off-Broadway-Stück Rafta Rafta. Von 2009 bis 2016 war Shetty in der Fernsehserie Royal Pains des Senders USA Network zu sehen. Sie spielte die Medizinische Assistentin Divya Katdare.
Sie war auch gelegentlich Gast-Teilnehmerin im April 2017 abgesetzten Satire-Show Red Eye w/ Greg Gutfeld des Senders Fox News Channel.

## Privates
Shetty lebt derzeit in New York City, wo auch Teile von Royal Pains gedreht wurden. Sie ist seit dem 19. März 2011 mit dem Schauspieler Deep Katdare verheiratet, der bereits mit ihr zusammen im Musical Bombay Dreams auftrat. Reshma hat eine jüngere Schwester, Rashna Shetty.

## Filmografie (Auswahl)
- 2007: Steam
- 2007: 30 Rock (Fernsehserie, Folge 2x08 Lügen und Geheimnisse)
- 2009–2016 Royal Pains (Fernsehserie, 104 Folgen)
- 2010: Hated
- 2012: CSI: Miami (Fernsehserie, Folge 10x15 Der Fluch der guten Tat)
- 2016–2017: Pure Genius (Fernsehserie, 13 Folgen)
- 2018–2019: She-Ra und die Rebellen-Prinzessinnen (She-Ra and the Princesses of Power, Fernsehserie, Stimme 13 Folgen)
- 2019: Madam Secretary (Fernsehserie, Folge 5x17)
- 2022: Christmas Shopping in London - Liebe ist mehr als ein Geschenk